# Alto de las Barracas
El Alto de las Barracas, incorrectamente denominado Cerro Calderón, es una montaña del este de España perteneciente a la sierra de Javalambre, dentro del sistema Ibérico. Se encuentra entre el Rincón de Ademuz (exclave de la provincia de Valencia) y la provincia de Teruel, concretamente en la localidad valenciana de Puebla de San Miguel.

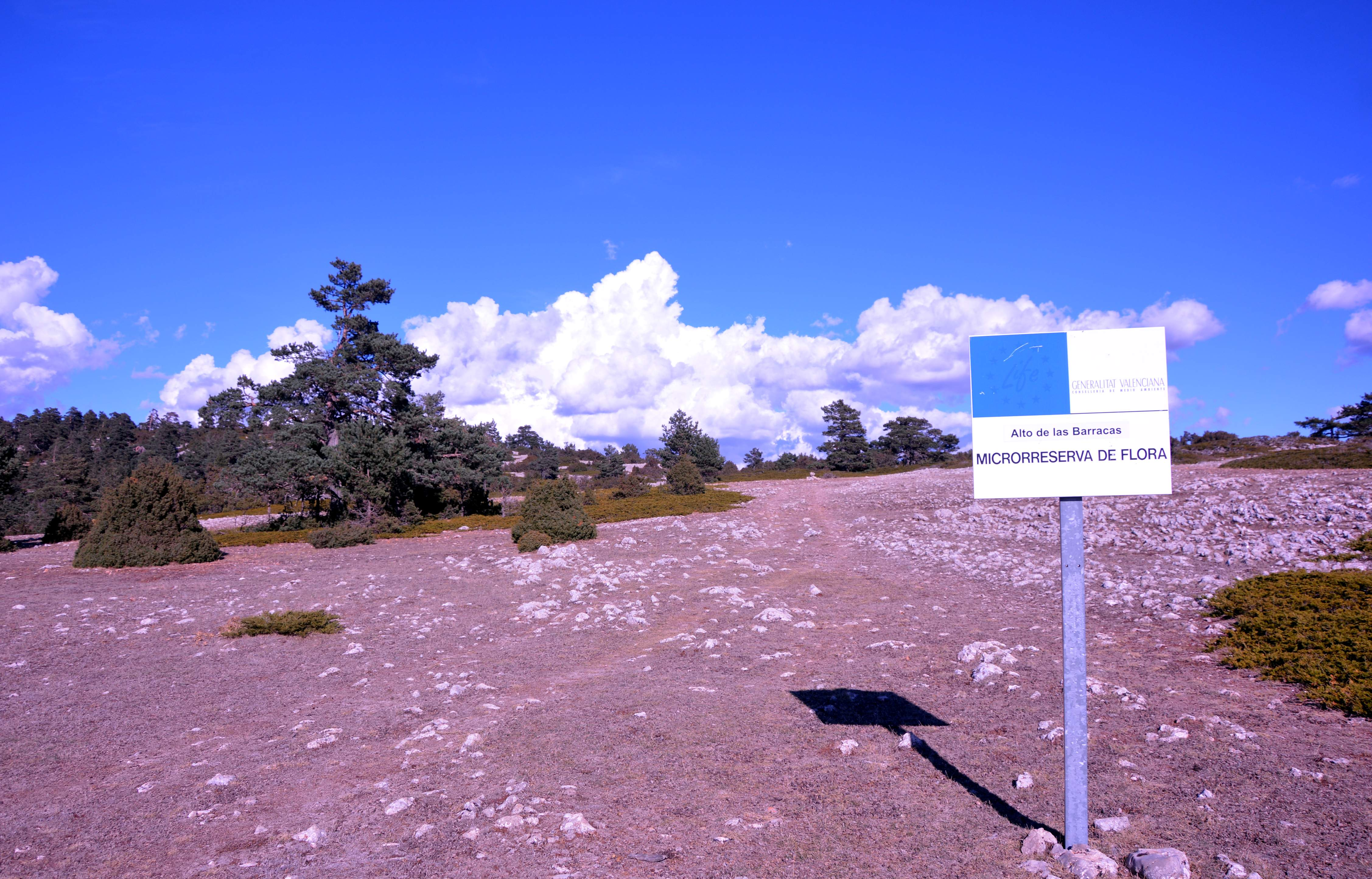
Paisaje en el Alto de las Barracas, Microrreserva de flora, parque natural de la Puebla de San Miguel (Valencia), 2017.

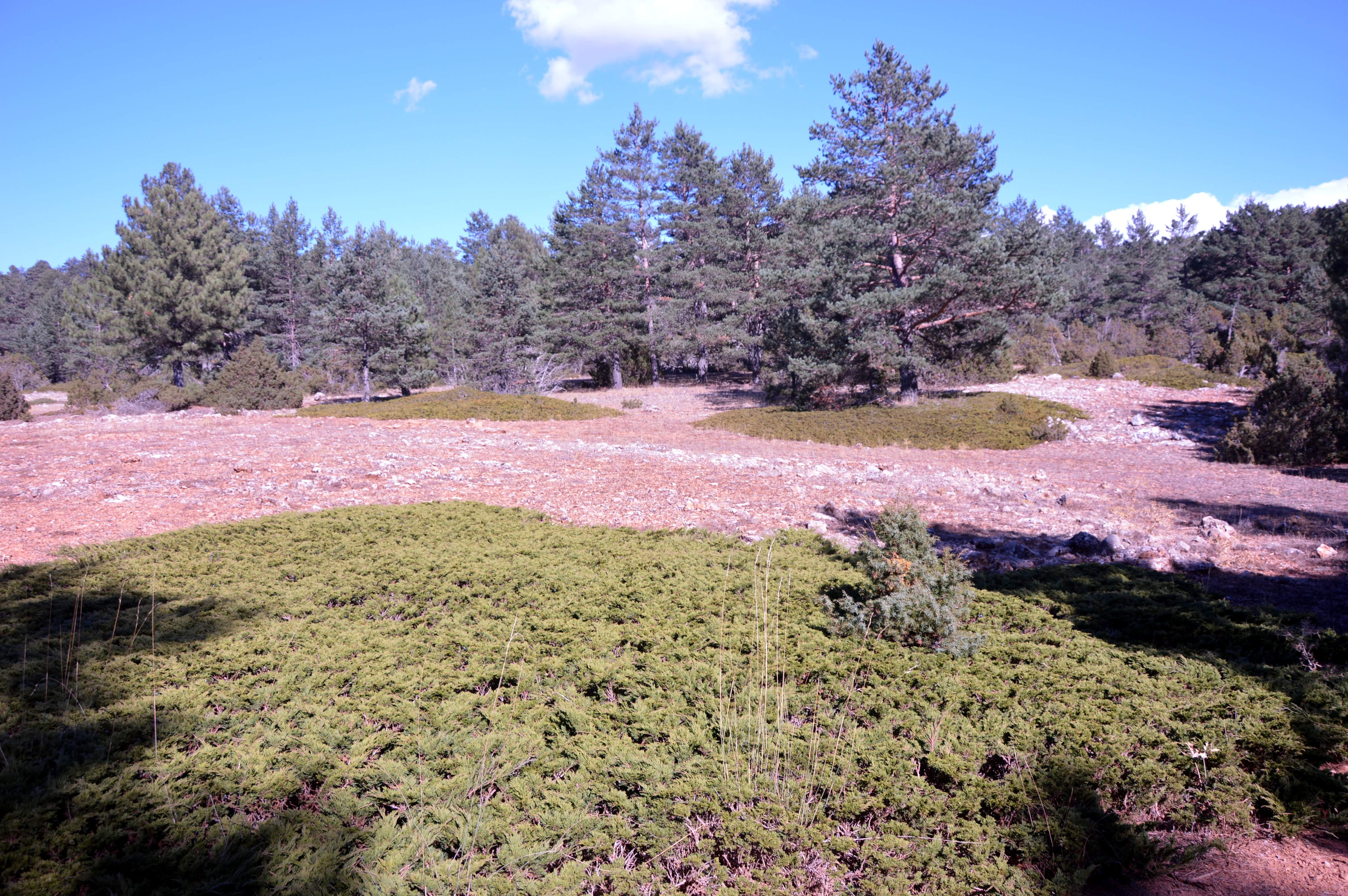
Paisaje en el Alto de las Barracas (Cerro Calderón), con detalle de sabinas rastreras, parque natural de la Puebla de San Miguel (Valencia), 2017.

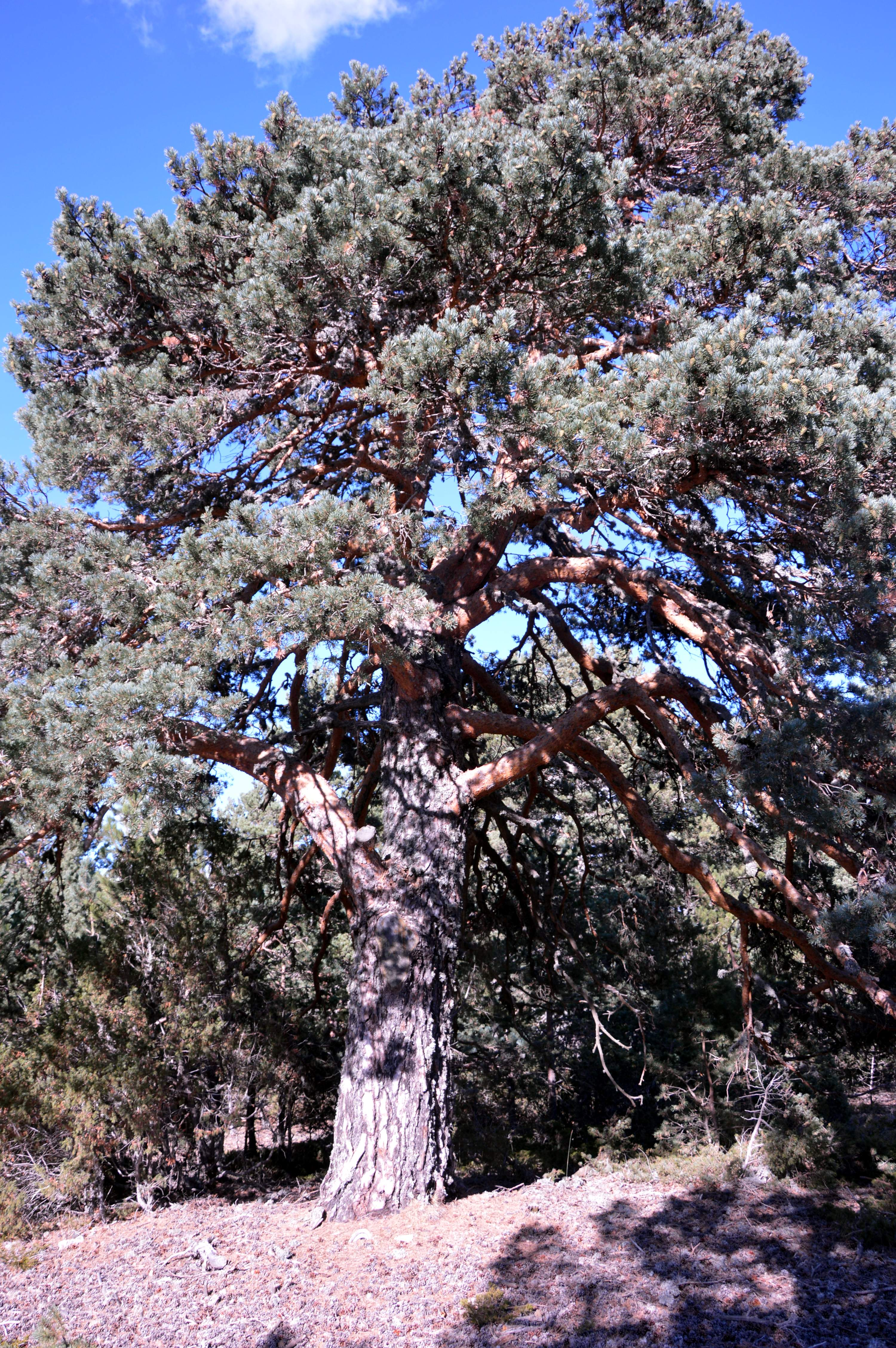
Paisaje en el Alto de las Barracas (Cerro Calderón), con detalle de pino albar, parque natural de la Puebla de San Miguel (Valencia), 2017.

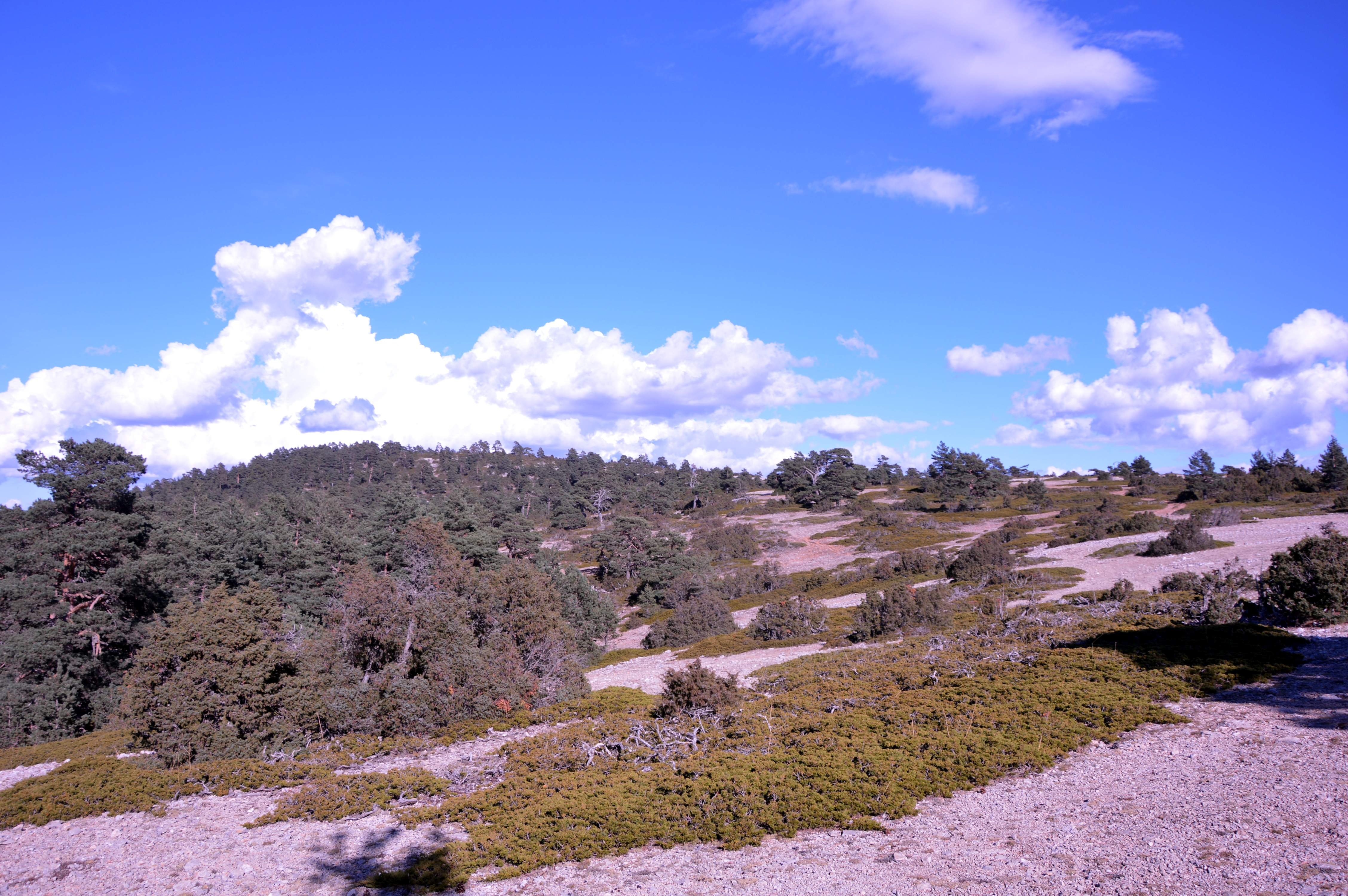
Paisaje en el Alto de las Barracas (Cerro Calderón), con detalle de sabinas rastreras, parque natural de la Puebla de San Miguel (Valencia), 2017.

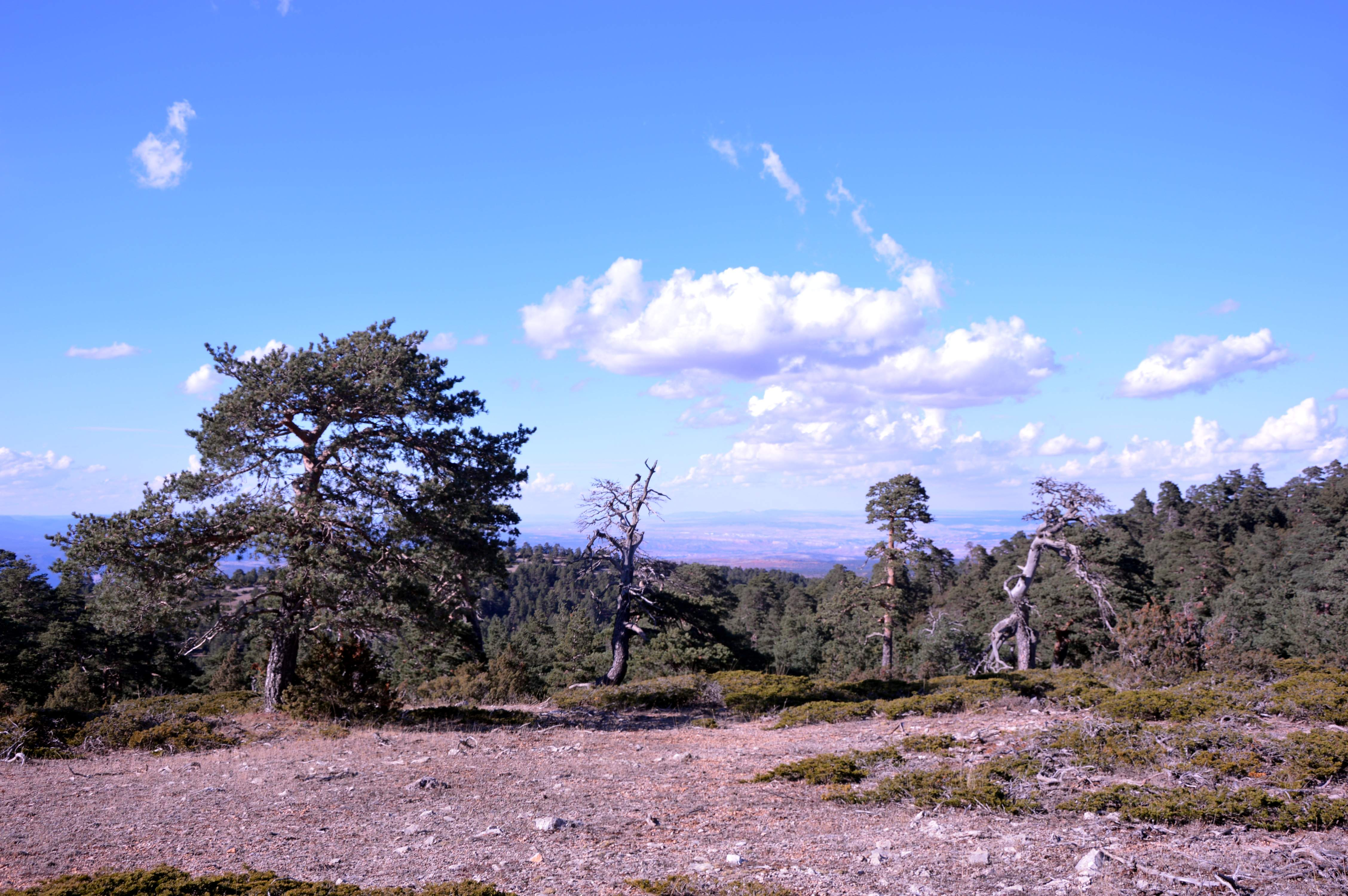
Paisaje en el Alto de las Barracas, con detalle de pino albar, parque natural de la Puebla de San Miguel (Valencia), 2017.

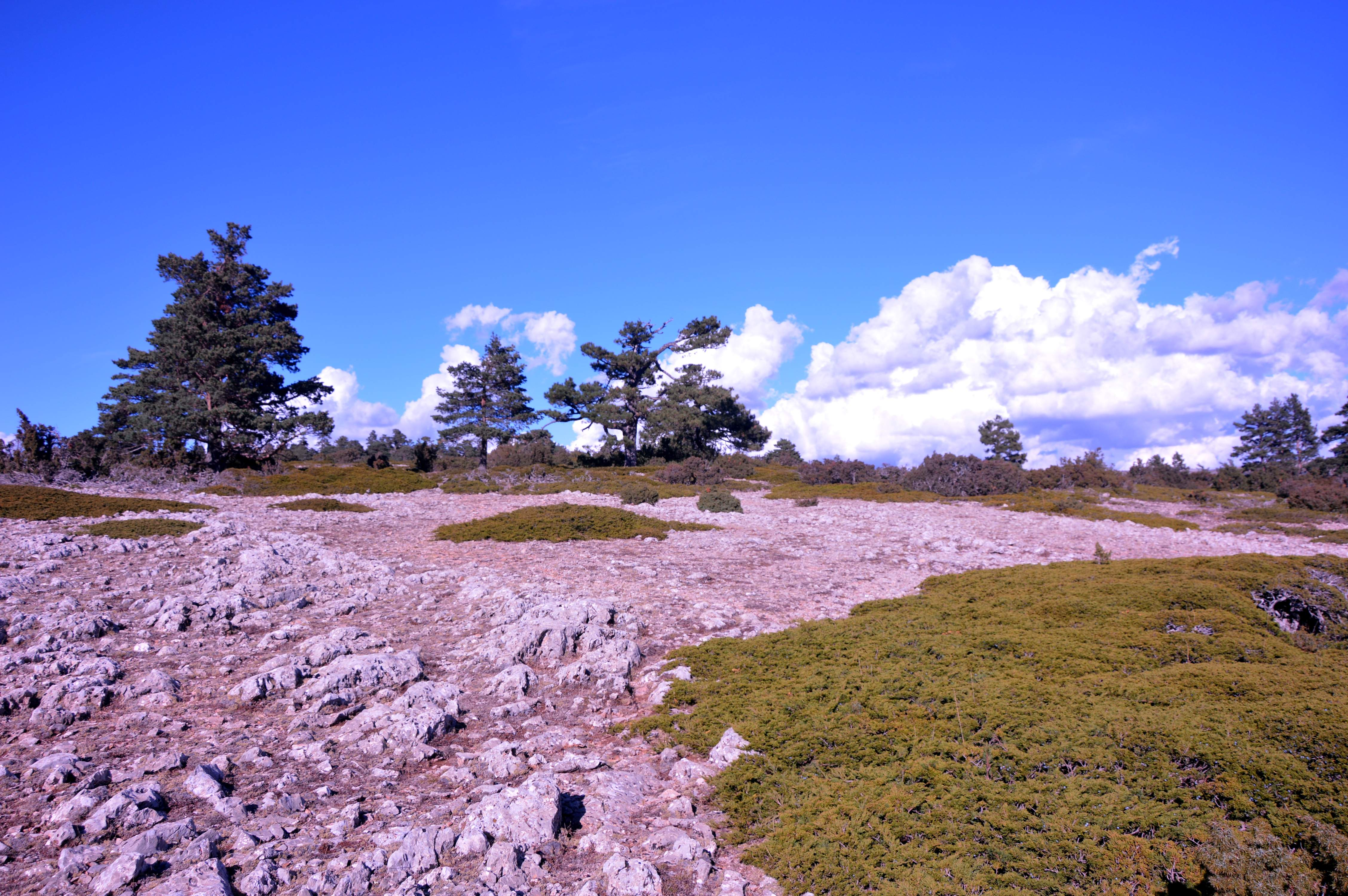
Paisaje en el Alto de las Barracas, con detalle de sabinas rastreras, parque natural de la Puebla de San Miguel (Valencia), 2017.

Cuenta con 1838 m s. n. m. sobre el nivel del mar y es la cima más alta de la Comunidad Valenciana (apenas 25 metros más que el Peñagolosa).

## Cómo llegar
Desde Valencia, por la pista de Ademuz hacia Liria y por la CV-35 hasta Aras de los Olmos. Tomamos el desvío a Losilla de Aras y a continuación, el de la Puebla de San Miguel, por la CV-363.
Desde el Rincón de Ademuz, el mejor acceso es por Ademuz, salvando el Turia por el puente del Sotillo y continuando por el camino rural asfaltado que lleva a Mas del Olmo, vía Val de la Sabina. En Mas del Olmo hay que coger la CV-363 en dirección a Losilla de Aras, vía Puebla de San Miguel y Hoya de la Carrasca.

## Características
Su hábitat constituye una de las siete Microrreservas de flora del parque natural de la Puebla de San Miguel, junto con  el «Barranco de la Hoz», el «Barranco del Saladillo», el «Barranco Jiménez», el «Barranco Jorge», el Pino Vicente Tortajada y el «Sabinar de las Blancas».

## Acceso y descripción
Con independencia de otras rutas más complejas que puedan seguirse, un punto de partida aconsejable para subir al Alto de las Barracas es la Ermita de San Roque, situada al pie de la CV-363, en posición septentrional respecto de Puebla de San Miguel. Desde la ermita, el camino asciende por las laderas de la Loma del Carrascal, y continúa por la derecha en dirección al Pilón de La Santica: casilicio que contiene ladrillos cerámicos con la imagen de la Virgen de la Cueva Santa. El camino prosigue en fuerte repecho hasta un ensanchamiento en forma de placeta donde hay varios paneles de dirección, el del parque natural de Puebla de San Miguel indica: al frente (izquierda) la Fuente de la Cuadraleja (3,4 km), mientras que por la derecha indica la dirección que debemos seguir –señalando los topónimos por orden de lejanía-:
- El Gavilán (3,6 km).
- Pino Vicente (3,9 km).
- Alto de las Barracas (6 km).

Cabe continuar por la derecha: el camino es de tierra, cementado en algunos tramos, siempre ascendente. La ruta pasa por el paraje de «El Bisco», con los restos de antiguos apriscos y parideras, junto a un bosquecillo de sabinas. El camino continúa en ascenso hasta otra bifurcación señalizada: el camino de la izquierda lleva al Pico Gavilán (1747 m de altitud), ubicado unos 200 metros más adelante, allí está el puesto de vigilancia forestal. Por la derecha el camino lleva al «Pino Vicente» (500 metros) y al Alto de las Barracas (2,4 km). Hay que continuar por la derecha –el camino desde este punto es llano-, hasta la bifurcación situada medio kilómetro más adelante. En este punto los paneles de dirección indican que el camino se prolonga por la izquierda en dirección al Alto de las Barracas (2200 metros), mientras que por la derecha se accede al Pino Vicente Tortajada, situado a (200 metros). Tomaremos el camino de la izquierda, que prosigue en llano  hasta un nuevo cartel del parque natural, indicando que el Alto de las Barracas se halla a unos 1000 metros más adelante. La entrada está protegida por una valla de madera pintada en rojo y blanco, prohibiendo el acceso a vehículos de motor: coches, motos...
Desde el punto anterior el camino es suavemente ascendente, siempre rodeado de pinos albares, enebros y sabinas rastreras, con escasas señales de tránsito. Los pinos, abundantes en el primer tramo, se van haciendo más escasos conforme avanzamos. Por el contrario, los pinos solitarios son más crecidos –algunos colosales-, al tiempo que aumentan las grandes manchas circulares de las sabinas rastreras.
El piso del suelo se hace pedregoso, con afloramientos de rocas calizas en muchos puntos. La cúpula del cielo amplía su arco azulado, elevándose conforme avanzamos hacia la cumbre, surcada de grandes masas de nubes  algodonosas, blanquecinas y grises. Se diría que estamos penetrando en un paisaje prehistórico, intrahistórico. Porque el paisaje hay que imaginarlo e interpretarlo. En el paraje donde está el cartel metálico -advirtiendo que nos hallamos en una Microrreserva de Flora- el panorama se amplía, destacando los gigantescos pinos albares y las sabinas rastreras, que en ocasiones circundan sus troncos. Un visitante describe sus impresiones ante el paisaje:

«El panorama tiene un punto inquietante por su grandiosidad, quietud y silencio. Densas masas de nubes pasan sobre la zona, se diría que admirando con sorpresa el panorama, sin advertir que forman parte del mismo, como nosotros mismos. Poco más arriba, en la cima del Alto de las Barracas (Cerro Calderón) se halla la baliza del punto geodésico, un alto pilón con varios peldaños de hierro. Desde semejante altitud (1838 m) el amplio panorama que se ofrece a nuestra contemplación en los cuatro puntos cardinales invita al recogimiento... Hacia el norte, el Pico Javalambre (2020 m), hacia el sur, el cerro de Santa Catalina (Aras de los Olmos), donde se halla el parque eólico, hacia el noreste el Pico del Buitre (1545 m), hacia el oeste las planicies de Teruel».
El Pino Vicente, un árbol monumental, Alfredo Sánchez Garzón